# Óxido de bismuto, estroncio, calcio y cobre

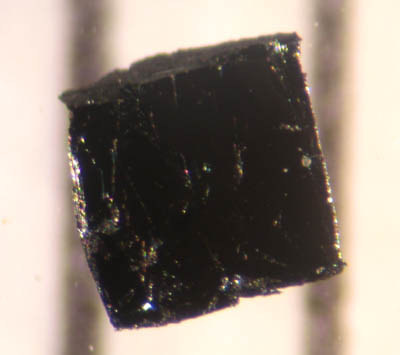
Una pieza de cuprato de bismuto y estroncio: esta pieza es un cubo con una arista de casi 1 mm.

El óxido de bismuto, estroncio, calcio y cobre (BSCCO, pronunciado bisko) es un tipo de superconductor cuprífero cuya fórmula química general es Bi2Sr2Can−1CunO2n+4+x, siendo n = 2 el compuesto más estudiado (aunque n = 1 y n = 3 también han sido objeto de gran atención). Descubierto como clase general en 1988,el BSCCO fue el primer superconductor de alta temperatura que no contenía un elemento de tierras raras.
Se trata de un superconductor cuprífero, una importante categoría de superconductores de alta temperatura que comparten una estructura bidimensional en capas (perovskita) (véase la figura de la derecha) con superconductividad que tiene lugar en un plano de óxido de cobre. El BSCCO y el YBCO son los superconductores cupríferos más estudiados.
Los tipos específicos de BSCCO suelen denominarse utilizando la secuencia de los números de los iones metálicos. Así, Bi-2201 es el compuesto n = 1 (Bi2Sr2CuO6+x), Bi-2212 es el compuesto n = 2 (Bi2Sr2CaCu2O8+x) y Bi-2223 es el compuesto n = 3 (Bi2Sr2Ca2Cu3O10+x).
La familia BSCCO es análoga a una familia de talio de superconductores de alta temperatura denominada TBCCO y que tiene la fórmula general Tl2Ba2Can-1CunO2n+4+x, y a una familia de mercurio HBCCO de fórmula HgBa2Can-1CunO2n+2+x. Existen otras variantes de estas familias superconductoras. En general, la temperatura crítica a la que se vuelven superconductores aumenta para los primeros miembros y luego desciende. Así, Bi-2201 tiene Tc ≈ 33 K, Bi-2212 tiene Tc ≈ 96 K, Bi-2223 tiene Tc ≈ 108 K y Bi-2234 tiene Tc ≈ 104 K. Este último miembro es muy difícil de sintetizar.

## Hilos y cintas

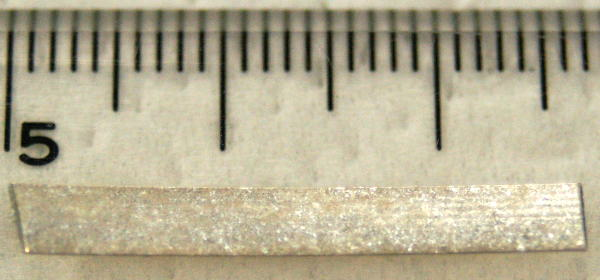
Para aplicaciones prácticas, el BSCCO se comprime con metal de plata en forma de cinta mediante el proceso de polvo en tubo.

El BSCCO fue el primer material HTS que se utilizó para fabricar hilos superconductores prácticos. Todos los HTS tienen una longitud de coherencia extremadamente corta, del orden de 1,6 nm. Esto significa que los granos de un hilo policristalino deben estar en muy buen contacto, es decir, deben ser atómicamente lisos. Además, dado que la superconductividad reside sustancialmente sólo en los planos de cobre-oxígeno, los granos deben estar alineados cristalográficamente. El BSCCO es, por tanto, un buen candidato porque sus granos pueden alinearse tanto por fusión como por deformación mecánica. La doble capa de óxido de bismuto sólo está débilmente unida por fuerzas de Van der Waals. Por tanto, al igual que el grafito o la mica, la deformación provoca deslizamientos en estos planos de BiO, y los granos tienden a deformarse en placas alineadas. Además, como el BSCCO tiene n = 1, 2 y 3 miembros, éstos tienden naturalmente a acomodarse a los límites de grano de bajo ángulo, de modo que de hecho permanecen atómicamente lisos. Así, empresas como American Superconductor Corporation (AMSC) en EE. UU. y Sumitomo en Japón llevan muchos años fabricando alambres HTS de primera generación (denominados 1G), aunque AMSC ya ha abandonado el alambre BSCCO en favor del alambre 2G basado en YBCO.
Normalmente, los polvos precursores se empaquetan en un tubo de plata, que luego se extruye para reducir su diámetro. A continuación, se vuelven a empaquetar en forma de tubos múltiples en un tubo de plata y, de nuevo, se extruye para reducir su diámetro, luego se reduce aún más su tamaño y se enrolla en una cinta plana. Este último paso garantiza la alineación del grano. A continuación, las cintas se hacen reaccionar a alta temperatura para formar una cinta conductora multifilamentaria Bi-2223 densa y alineada cristalográficamente, adecuada para enrollar cables o bobinas para transformadores, imanes, motores y generadores. Las cintas típicas de 4 mm de anchura y 0,2 mm de grosor soportan una corriente de 200 A a 77 K, lo que da una densidad de corriente crítica en los filamentos de Bi-2223 de 5 kA/mm2. Este valor aumenta notablemente al disminuir la temperatura, de modo que muchas aplicaciones se realizan a 30-35 K, aunque la Tc sea de 108 K.

## Aplicaciones
Transmisión de energía eléctrica :
- Conductores 1G fabricados a partir de cintas multifilamento de Bi-2223. Por ejemplo :
  - Proyecto Holbrook Superconductor

Electroimanes y sus conductores de corriente :
- Pruebas de cintas BSCCO en el CERN[4]

## Descubrimiento
En 1988, Hiroshi Maeda y sus colegas del Instituto Nacional de Investigación de Metales de Japón descubrieron el BSCCO como una nueva clase de superconductor, aunque en aquel momento no pudieron determinar su composición y estructura exactas. Casi de inmediato, varios grupos, entre los que destacan Subramanian et al. de Dupont y Cava et al. de AT&T Bell Labs, identificaron el Bi-2212. El miembro n = 3 resultó bastante esquivo y no fue identificado hasta aproximadamente un mes después por Tallon et al. en un laboratorio de investigación gubernamental de Nueva Zelanda. Desde entonces sólo se han introducido pequeñas mejoras en estos materiales. Uno de los primeros avances clave consistió en sustituir alrededor del 15% del Bi por Pb, lo que aceleró enormemente la formación y la calidad del Bi-2223.

## Propiedades

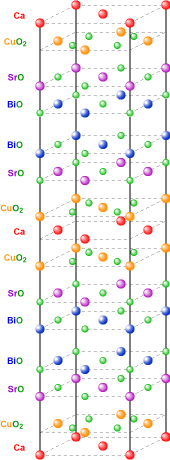
Célula cristalina de BSCCO-2212, formada por dos unidades de repetición desplazadas (1/2,0,0). Los demás miembros de la familia BSCCO tienen estructuras muy similares: El 2201 tiene un CuO_{2} menos en su mitad superior e inferior y ninguna capa de Ca, mientras que el 2223 tiene un CuO_{2} y una capa de Ca extra en cada mitad.

Para ser superconductor, el BSCCO debe estar dopado con un exceso de átomos de oxígeno (x en la fórmula). Como en todos los superconductores de alta temperatura (HTS), la Tc es sensible al nivel exacto de dopaje: la Tc máxima para el Bi-2212 (como para la mayoría de los HTS) se alcanza con un exceso de aproximadamente 0,16 huecos por átomo de Cu. Esto se conoce como dopaje óptimo. Las muestras con menor dopaje (y, por tanto, menor Tc) suelen denominarse subdopadas, mientras que las que tienen exceso de dopaje (también menor Tc) están sobredopadas. Cambiando el contenido de oxígeno, la Tc puede alterarse a voluntad. Según muchas medidas, los HTS sobredopados son superconductores fuertes, incluso si su Tc es inferior a la óptima, pero los HTS subdopados son extremadamente débiles.
La aplicación de presión externa suele elevar la Tc en muestras poco dopadas hasta valores que superan con creces el máximo a presión ambiente. Esto no se entiende del todo, aunque un efecto secundario es que la presión aumenta el dopaje. El Bi-2223 es complicado en el sentido de que tiene tres planos cobre-oxígeno distintos. Las dos capas exteriores de cobre-oxígeno suelen estar cerca del dopaje óptimo, mientras que la capa interior restante está muy poco dopada. Así, la aplicación de presión en el Bi-2223 hace que la Tc aumente hasta un máximo de unos 123 K debido a la optimización de los dos planos exteriores. Tras un prolongado descenso, la Tc vuelve a subir hasta 140 K debido a la optimización del plano interior. Por tanto, un reto clave es determinar cómo optimizar simultáneamente todas las capas de cobre-oxígeno.
El BSCCO es un superconductor de tipo II. El campo crítico superior Hc2 en muestras policristalinas de Bi-2212 a 4,2 K se ha medido en 200 ± 25 T (cf 168 ± 26 T para muestras policristalinas de YBCO). En la práctica, los HTS están limitados por el campo de irreversibilidad H*, por encima del cual los vórtices magnéticos se funden o desacoplan. Aunque el BSCCO tiene un campo crítico superior más alto que el YBCO, tiene un H* mucho más bajo (normalmente menor en un factor de 100), lo que limita su uso para fabricar imanes de alto campo. Por este motivo se prefieren los conductores de YBCO a los de BSCCO, aunque son mucho más difíciles de fabricar.